# Manners of Dying
Manners of Dying è un film del 2004 diretto da Jeremy Peter Allen.
La pellicola è ispirata ad una storia breve del 1993 di Yann Martel, scrittore reso famoso dal romanzo Vita di Pi (2001).

## Trama
Kevin Barlow morirà nei termini e con le modalità previste. Harry Parlington, il direttore del penitenziario, intende assicurarsene. Comunque Barlow scelga di morire, sia tranquillamente o combattendo, Parlington è sicuro che lui e la sua squadra si occuperanno della situazione. Padre Preston è a disposizione per fornire un supporto spirituale, se ce ne fosse bisogno e il dottor Lowe può fornire tranquillanti per alleviare la tensione. La squadra delle esecuzioni, tutti veterani che lavorano rapidamente ed efficientemente sembrano coprire ogni eventualità, fino a che Parlington scopre che ci sono molti altri angoli in Kevin Barlow che non aveva immaginato prima. Quando Barlow fa un'insolita richiesta finale inizia un duello sconosciuto fra l'uomo condannato ed il direttore della prigione. In questa lotta non ci può essere vincitore o perdente, solo due uomini minacciati dai dubbi e scelte difficili da fare. Il pugno di ferro di Parlington che di solito usa nelle esecuzioni, comincia a slittare mentre le ore finali si trasformano in un labirinto dei modi di morire.

## Produzione
Per 19 giorni, del mese di settembre, il penitenziario femminile di Gomin House in Québec divenne lo scenario per le riprese del film che sono state tutte girate principalmente all'interno. Il film aveva a disposizione davvero un piccolo budget, preventivato in solo 1 milione di dollari.

## Distribuzione
Il film è stato proiettato in anteprima il 17 febbraio 2005 a Les Rendez-Vous du Cinèma Quèbècois in Québec. È uscito nelle sale cinematografiche il 25 febbraio 2005 e in DVD dal 19 luglio 2005, a cura di Productions Thalie.

## Riconoscimenti
- 2006 - Genie Awards
  - Candidatura miglior regista
  - Candidatura miglior arrangiamento musicale Éric Pfalzgraf

## Curiosità
- L'attore protagonista del film Roy Dupuis ha così commentato la sua scelta d'interpretare il ruolo di Kevin Barlow:

(Roy Dupuis)